# René Durocher
Pour les articles homonymes, voir Durocher.
 (avril 2019).
René Durocher, né le 28 juin 1938 et mort le 21 novembre 2021, est un professeur et historien canadien. 
Il est notamment connu pour ses recherches et publications sur l’histoire contemporaine du Québec et du Canada. Il a également joué un important rôle dans l’implantation de cours d’histoire obligatoires dans les écoles secondaires du Québec.
Bien que sa carrière se concentre presque entièrement à l’Université de Montréal, il a également enseigné dans différentes universités du Canada et de pays étrangers comme en France (Paris) et en Israël (Jérusalem).

## Biographie

### Formation
René Durocher visait avant tout une carrière en enseignement. Il a d’abord complété un baccalauréat en pédagogie à l’Université de Montréal dont il est diplômé en 1960. Il se dirige alors vers une branche des sciences humaines : l’Histoire. Il obtient, en 1965, une licence en Histoire et, en 1968, un Diplôme d’Études Supérieures en Histoire de l’Université de Montréal. Après quoi, il commence une thèse de doctorat sur Lomer Gouin avec l’Université d’Ottawa, cependant le projet n’aboutit pas.

### Carrière
Durocher a une carrière prolifique en tant qu’auteur de monographies et d’articles historiques ainsi que dans l’enseignement de l'histoire dans diverses universités à travers le monde.
René Durocher commence sa carrière d’enseignement durant ses études universitaires à l’Université de Montréal, où il enseigne l’histoire en tant que professeur au Collège Mont-Saint-Louis de 1960 à 1963. Il occupe par la suite des postes en tant que chargé de cours et chargé d’enseignement à l’Université de Montréal à partir de 1965 jusqu’en 1971. Durocher obtient alors un poste d’Assistant Professor à l’Université York (Toronto) en 1971 pour ainsi obtenir sa permanence en tant que professeur agrégé en 1973 à la même institution. Également, il sera professeur invité durant l’été de 1972 à l’Université de Calgary en Alberta.
Après négociations avec l’Université de Montréal, René Durocher accepte d’entreprendre une carrière de professeur agrégé d’histoire à cette université, où il fera carrière à partir de l’année scolaire 1974 jusqu'à sa retraite en 2000. En 1980, il accède au poste de professeur titulaire puis directeur du programme facultaire d'études québécoises de 1982 à 1985. Il gravit les échelons pour atteindre le poste de directeur du département d'histoire de l'Université de Montréal en 1984. Il occupe le poste jusqu'en 1987 alors qu'il devient vice-doyen aux études (Lettres et sciences humaines), puis vice-doyen à la gestion à la Faculté des arts et des sciences pour finalement, en 1994 devenir le directeur du bureau de recherche, et ce, toujours à l'Université de Montréal. 
Durocher a été invité dans plusieurs universités à l'extérieur du Canada. En effet, durant l'année scolaire de 1974-1975, il est maître de conférences à l'Université de Bordeaux I. Il enseigne également en tant que professeur invité durant l'été 1980 dans trois universités d'Israël, soit l'Université de Tel Aviv, l'Université de Jérusalem et l'Université de Haïfa. 

## Points de vue sur l’enseignement de l’histoire au Québec

### Essai sur l’état général de l’éducation et l’enseignement de l’histoire
Parmi les écrits de René Durocher, il y a entre autres celui à propos de la Conférence au Congrès de la Société des professeurs d’histoire du Québec à Valleyfield, le 20 octobre 1995, intitulée Le référendum, les états généraux sur l’éducation et l’enseignement de l'histoire. Il propose une réforme de l’enseignement de l’histoire au Québec.
Dans un premier temps, Durocher a mis l’emphase sur la fonction sociale et identitaire de l’histoire. La première consiste à permettre aux citoyens de bien comprendre le passé pour analyser adéquatement le présent, alors que la seconde contribue à créer une solidarité et à maintenir une cohésion sociale entre les individus d’une même appartenance.
Pour le niveau primaire, l’historien recommande fortement qu’au Québec, l’enseignement de l’histoire y soit de nouveau obligatoire. Il insiste que pour y parvenir, il faudra former correctement les professeurs et mettre à leur disposition de bons outils.
Concernant le niveau secondaire, René Durocher croit que le temps alloué à l’enseignement de l’histoire à ce niveau scolaire est insuffisant et qu’il y a un manque de continuité pour l’apprentissage de cette matière qui, selon lui, devrait être obligatoire durant la totalité des études secondaires. Cependant, ce dernier est plus ou moins d’accord avec la recommandation de la Société des professeurs d’histoire au Québec (SPHQ) d’augmenter le nombre d’heures consacré à enseigner l’histoire nationale aux jeunes Québécois. D’après lui, la meilleure solution pour améliorer la qualité de l’enseignement de l’histoire dans la province serait qu’un seul et même professeur enseigne l’histoire du Québec et celle de l’histoire universelle.
En ce qui concerne le niveau collégial, les changements à apporter tournent principalement autour du cours sur la civilisation occidentale. En effet, en 1995, ce cours de 45 heures n’était obligatoire que pour les étudiants en sciences humaines. Ce que propose M. Durocher, tout comme la SPHQ et l’Association des professeurs d’histoire des collèges du Québec (APHCQ), c’est que ce cours ait 90 heures allouées à son enseignement puisqu’il couvre une très longue période de temps dans l’histoire de l’Occident. René Durocher pense aussi que ce cours devrait être obligatoire pour tous les Cégépiens et qu’un étudiant n’ayant pas reçu de cours sur l’histoire du Québec au secondaire soit obligé d’en suivre un comme cours synthèse avant d’amorcer ses études collégiales.
En terminant, en ce qui attrait au niveau universitaire, René Durocher affirme que le problème numéro un est celui de la formation des maîtres. Le nouveau programme de ces derniers, entré en vigueur le 1er septembre 1994, n’est pas rassurant pour Durocher. Effectivement, selon lui, ce programme ne permettra pas de former des professeurs qui seront en mesure de suivre adéquatement l’évolution de la discipline historique. Il croit également que pour les futurs enseignants en histoire au niveau secondaire, ces derniers ont besoin d’une formation qui met davantage l’accent éducatif et historique en lui-même que sur le volet pédagogique.

### Forum sur la formation en histoire
Le 26 mars 1997, René Durocher a participé à une table ronde à l’occasion du 50e anniversaire du département d’histoire de l’Université de Montréal, dont la thématique était la suivante: À quoi sert la formation en l’histoire à l’aube de l’an 2000? Au cours de celle-ci, M. Durocher a mentionné plusieurs éléments intéressants.
D’abord, l’historien a souligné le fait qu’au Québec, il manquait de spécialistes en histoire canadienne et québécoise et d’historiens qui s’intéressent aux différents peuples de la Terre afin d’ouvrir les Québécois sur le reste du monde.
De plus, Durocher a insisté sur l’importance de former des professeurs d’histoire compétents et a aussi affirmé que les baccalauréats disciplinaires en histoire au Québec sont trop spécialisés.
Finalement, René Durocher a abordé le sujet du marché du travail pour les historiens québécois. Selon celui-ci, le marché est sombre, notamment parce qu’un historien universitaire récemment diplômé a de fortes chances de se retrouver devant de mauvaises perspectives d’emploi ou encore d’être sur le chômage.

### Réflexions sur l’enseignement de l’histoire nationale au secondaire
Un autre des écrits de René Durocher s’intitule Réflexions sur l’enseignement de l’histoire nationale au secondaire. Avant d’ébaucher un programme de ce que pourrait être le cours d’histoire nationale au secondaire en 1979, il attire d’abord l’attention sur des questions nécessitant être répondues avant l’exécution d’un programme d’histoire.

#### Première question: À qui ce cours est-il destiné?
Dans le cas de l’enseignement à l’école primaire, revenir à un enseignement précis et clair de l’histoire serait plus adapté à la psychologie des enfants, mais dans le cas de l’enseignement au secondaire, l’enseignement de l’histoire nationale y est obligatoire, cependant, René Durocher relève qu’un grand nombre d’étudiants dans le secteur professionnel n’ont pas reçu ce cours, et insiste sur la nécessité que les étudiants du secondaire général et professionnel connaissent leur histoire nationale.

#### Deuxième question: Par qui sera-t-il dispensé?
René Durocher débute avec deux autres questions sans qu’il puisse y répondre :
« Le personnel enseignant qui dispense l’enseignement de l’histoire nationale est-il formé de professeurs ayant fait des études spécialisées en histoire et en didactique de l’histoire? 

« Qui enseignera l’histoire nationale au secteur professionnel? »
Il insiste sur l’importance du besoin de faciliter la tâche des enseignants en précisant les objectifs poursuivis au cours du programme, en leur proposant un cheminement à suivre tout en étant autorisé de recourir à d’autres voies, et en leur procurant des moyens pédagogiques pour atteindre les objectifs fixés.

#### Troisième question: De quelle discipline ce cours relève-t-il?
René Durocher mentionne l’utilité de l’actualité à des fins pédagogiques pour susciter l’intérêt des jeunes, sans toutefois en oublier le passé, ni d’écarter le présent en faveur du passé, qui est composé de quatre composantes : l’économique, le social, la politique et l’idéologie. Elles sont également les sous-systèmes interreliés de l’histoire, la raison pour laquelle celui-ci énonce que l’enseignement doit s’intéresser à ces aspects.

#### Quatrième question: Quels sont les but généraux et les objectifs spécifiques poursuivis par cet enseignement?
René Durocher énonce trois objectifs qui devraient être visés pour l’enseignement de l’histoire nationale au secondaire : Former des citoyens instruits qui peuvent comprendre et participer au sein de leur société, permettre aux étudiants de connaître leur héritage culturel et de découvrir leur identité collective, et la compréhension de la matière pour avoir les connaissances et aptitudes nécessaires pour faire des choix. Celui-ci relève par la suite que l’histoire nationale permet non seulement au futurs citoyens de participer au développement d’un héritage commun, mais qu’elle permet également de se situer dans le temps tout en prenant l’habitude de s’interroger.

## Œuvre

### Monographie
- 1970 : Histoire du Québec - Bibliographie sélective (1867-1970) (en collaboration avec Paul-André Linteau)[6]
- 1971 : Le retard du Québec et l’infériorité économique des Canadiens français (en collaboration avec Paul-André Linteau), éditions du Boréal express[6]
- 1979 : Histoire du Québec contemporain - Volume 1; De la Confédération à la crise (en collaboration avec Paul-André Linteau et Jean-Claude Robert), éditions du Boréal. Réédité et remis à jour en 1989. ((en) Québec : A History 1867-1929, 1983)[7]
- 1985 : Nouvelle Histoire du Québec et du Canada[2]
- 1986 : Histoire du Québec contemporain - Volume 2; Le Québec depuis 1930 (en collaboration avec François Ricard, Paul-André Linteau et Jean-Claude Robert), éditions du Boréal. Réédité et remis à jour en 1989. ((en) Québec since 1930, A History, 1991)[7]

### Thèse
- 1968 : Québec - Ontario - Ottawa, 1934-1939[6]